# صموئيل ستوفر
البروفيسور صموئيل ستوفر (من 1900- 1960) عالم اجتماع أمريكي، درس في جامعة هارفرد وجامعة شيكاغو وجامعة لندن.

## عمله
شغل عدة مناصب تدريسية في جامعتي وسكنسن وهارفرد ثم عين مديراً لمختبر العلاقات الاجتماعية التابع لجامعة هارفرد الأمريكية،

## أعماله
اهتم البروفسور بالدراسات الديموغرافية ثم اتجه لدراسة المواقف والآراء خصوصاً خلال الحرب العالمية الثانية، أصدر أربعة أجزاء من كتاب ” دراسات في علم النفس الاجتماعي” خلال الحرب العالمية الثانية ، واشتهر بمحاولاته الأكاديمية التي تهدف إلى تطوير الفنون القياسية في علم الاجتماع دون فقدان أهمية الفرضيات التي حاول فحصها ودراستها.

## كتبه
ومن أهم الكتب التي ألفها عن موضوع قياسات علم الاجتماع كتابه الموسوم ” البحث الاجتماعي” الذي نشره في عام 1962.